# カルロス・スリム
カルロス・スリム・エルー（Carlos Slim Helú, 1940年1月28日 - ）は、メキシコの実業家・慈善家。
所有するコングロマリットのグルポ・カルソ経由で何百もの企業に関与している。テルメックス・テルセル (Telcel) ・アメリカ・モービル (América Móvil) を所有し、ラテンアメリカの通信産業に多大な影響を持つ。

## 来歴
カルロス・スリムは1940年、メキシコシティにてレバノンから移住したキリスト教マロン派（マロン典礼カトリック教会）信者の両親の下に生まれる。カルロスの父フリアン・スリム・ハッダードは1902年、14歳の時にメキシコに移住した。当時オスマン帝国による徴兵から逃れるため、子供を海外に移住させることは珍しいことではなく、フリアンの4人の兄も先に移住していた。少年期より数字への興味が強く、わずか12歳で株式投資を始める一方で、メキシコ国立自治大学では工学を専攻する学生でありながら又その傍らで代数学と線形計画問題の教鞭をとっていた。

## ビジネス
1990年、創業まもないフランステレコムと、やがてAT&Tを再編するサウスウェスタン・ベルをともない、共同出資によりテレメックスを買収した。
アメリカ・モービル子会社のテルセルは、2006年11月にアメリカ大使の電報がウィキリークス経由で漏洩して、メキシコ携帯電話市場の8割を独占していることが明らかとなった。
2010年1月29日のEmpresas Cablevisión vs JP Morgan Chase Bank 訴訟判決では、カルロスの躍進がJPモルガンと密接な関係にあった事実が散見された。
2012年4月、メキシコ当局による反トラスト訴訟で1億ドルの罰金を請求された。2014年4月23日、テレコム・オーストリアを傘下に収め、ヨーロッパ進出の足がかりとした。
2017年に比亜迪汽車（BYD）への支援者でも知られるライバルのビル・ゲイツやウォーレン・バフェットと同様にカルロスの所有するインバーサ傘下のジャイアント・モーターズ・ラテンアメリカは電気自動車に参入し、中華人民共和国の国有自動車メーカーである安徽江淮汽車と提携してラテンアメリカ市場向けのスポーツ用多目的車を共同生産することも発表された。同年に中国やメキシコとの貿易の見直しを掲げてアメリカ合衆国大統領に就任したドナルド・トランプの保護貿易主義にカルロスは対抗したとされる。

## 個人資産
2009年8月のフォーブスによれば以前は世界長者番付第3位だったが、マイクロソフト社のビル・ゲイツを抜いて世界1位（総資産約 8兆3000 億円）の大富豪となった。その後も、2010年度版長者番付で資産総額535億アメリカドル（約4兆8000億円）、2011年度版の世界長者番付ではさらに資産を上げ740億アメリカドル（約6兆2000億円）、2012年度版の世界長者番付で690億ドル（約5兆6000億円）、2013年度版でも730億アメリカドル（約6兆7900億円）で世界長者番付4年連続1位を獲得した。なお2014年以降は再びビル・ゲイツが1位となっている。
ソウマヤ美術館にコレクションを収蔵しており、入館料は無料。

## 慈善活動
莫大な資産を持ちながらも、私生活では質素な生活を心がけており、近年その資産の大半は慈善事業に充てられている。教育面においては、メキシコの公立学校に10万台以上のコンピュータを寄贈したり、奨学金や学費補助の支援などを行う、ハーバード大学とマサチューセッツ工科大学が共同で行うガンと肝臓病、糖尿病に関するゲノム研究に出資するなどしている。